# Chant XII du Paradis
Le Chant XII du Paradis est le douzième chant du Paradis de la Divine Comédie du poète florentin Dante Alighieri. Il se déroule dans le ciel du Soleil, où résident les esprits savants ; nous sommes au soir du 13 avril 1300 ou du 30 mars 1300.
Ce Chant est spéculaire au précédent, en ce sens que tous deux parlent d'un ordre religieux, le louant à ses origines et déplorant sa décadence : Dans le chant  précédant c'est Thomas d'Aquin, un frère de l'ordre dominicain, qui décrit d'abord la vie de François d'Assise, fondateur de l'ordre franciscain, puis la décadence de l'ordre dominicain auquel il appartenait alors que dans ce Chant c'est le contraire qui se produit énoncé par les paroles de Bonaventure de Bagnoregio.

## Thèmes et contenus

### La Deuxième Couronne des Esprits Savants: versets 1-21
Dès que saint Thomas a fini de parler, la couronne des bienheureux se remet à tourner et entre-temps apparaît une autre couronne de douze autres bienheureux, qui tourne autour de la première et chante à l'unisson avec elle, comme deux arcs-en-ciel concentriques, dans lesquels l'extérieur surgit par réflexion de l'arc intérieur.

### Glorification de saint Dominique:  versets 22-105
Les lumières s'arrêtent, tout est silencieux. Une âme dans la deuxième couronne commence à parler : un franciscain qui, vers la fin du Chant (verset 127), se présente comme Bonaventure de Bagnoregio. Son esprit de charité le conduit à faire l'éloge de saint Dominique, fondateur de l'ordre auquel appartenait saint Thomas, qui avait déjà fait l'éloge de saint François.
Saint Bonaventure commence à parler de saint Dominique, rappelant avec une périphrase élaborée sa naissance en Espagne et les premiers prodiges qui ont accompagné sa vie dès le baptême (on parle de mariage entre lui et la Foi). Très vite, il reste fidèle à son nom (Dominique, ou du Seigneur) et faisant preuve d'un amour intense pour Dieu, il se consacre à l'approfondissement de ses études philosophiques et théologiques, non pas pour acquérir des honneurs terrestres, mais pour défendre l'Église (la vigne) qui se lasse si elle est négligée par le vigneron (versets 86-87) et pour combattre les hérésies qui menacent l'unité de l'Église. Il combattit vigoureusement les « fléaux hérétiques » (verset 100) en se déchaînant sur eux comme un torrent furieux d'où s'écoulaient de nombreux « ruisseaux », c'est-à-dire des adeptes.

### Décadence des Franciscains: versets 106-126
Après l'éloge solennel de Dominique, Bonaventure, rappelant le concept déjà exprimé par Thomas de la fonction commune et de l'égale valeur des deux ordres mendiants, parle de la dégénérescence des Franciscains : l'ordre est infesté de discordes qui font oublier le but pour lequel il a été fondé, rares sont maintenant les frères qui restent fidèles à la règle, tandis que beaucoup s'en écartent soit dans le sens du laxisme (Matthieu d'Acquasparta), soit dans le sens du rigorisme (Ubertin de Casale).

### Autres Esprits de la Seconde Couronne: versets 127-145
Ayant terminé son discours sur les Franciscains, saint Bonaventure nomme les douze esprits de la seconde couronne. Il s'agit notamment de Gioacchino da Fiore et de Pierre d'Espagne, le nom séculier du pape Jean XXI, l'un des rares pontifes que le poète place au Paradis.

## Analyse
L'image de la correspondance parfaite entre la première et la deuxième couronne des esprits sages, renforcée par la similitude du double arc-en-ciel, est  interprétée comme emblématique de la structure des Chants XI et XII, qui sont conçus de manière unitaire selon un dessein précis dans toutes ses parties, comme l'ont noté des critiques modernes comme Erich Auerbach, Umberto Bosco et Raoul Manselli. Les deux Chants présentent un parallélisme structurel complet, formés d'un préambule, d'un éloge du saint fondateur, d'une critique sur la décadence de son ordre et de la présentation des membres de la couronne. Il existe également, au sein des deux sections principales, d'autres éléments d'analogie.
L'éloge de Dominique, comme celui de François, est précédé de l'affirmation que la naissance des deux saints doit être attribuée à la volonté providentielle de porter secours à l'Eglise (« épouse » du Christ, verset 43) dans une période de faiblesse et de corruption, à travers « deux champions » (verset 44) qui ont œuvré respectivement par le « faire  » (action charitable de François) et par le « dire  » (prédication de Dominique). Dans le Chant XI, les deux saints sont désignés par le mot prìncipi (verset 35).
Le récit biographique s'ouvre comme dans le Chant XI par la périphrase concernant le lieu de naissance. Ici, il s'agit de Calaroga (Caleruega), en Castille, non loin de Guzmán dont saint Dominique tire son nom de famille. L'amour de Dominique pour la foi chrétienne est exprimé en termes conjugaux (versets 61-62), moins développés cependant que l'allégorie complexe du mariage entre François et la Pauvreté. Des éléments d'origine hagiographique sont repris, comme les rêves prémonitoires de la mère ou les premières manifestations d'humilité de l'enfant encore bébé. Le chemin du saint est ainsi succinctement présenté comme un combat contre le monde errant, au nom de cette bonne doctrine d'où sont issus les vingt-quatre bienheureux des deux couronnes. Les critiques virulentes à l'égard des égarements de l'Église, qui, à commencer par le pontife, néglige la protection des pauvres, ne manquent pas. Dominique demande à Innocent III et Honorius III non pas des privilèges ecclésiastiques pour lui-même et son ordre, mais la permission de se battre pour défendre la foi. Il se consacra à cette entreprise avec sagesse et volonté théologiques et manifesta sa force surtout là où la résistance des hérétiques était la plus grande. Il s'agit du Languedoc et de la croisade contre les Albigeois.
À partir du verset 108, commence l'invective contre la décadence des franciscains, ouverte, comme dans le Chant précédent (verset 118), par l'affirmation renouvelée de l'égale valeur des deux saints, au moyen de la métaphore d'un char à deux roues de taille égale (domaine sémantique du combat). Les Franciscains, qui ont d'abord suivi leur fondateur, marchent maintenant à reculons (verset 117), comme on le verra au moment de la récolte, où il y aura plus de ivraie que de blé. Il y a certes de rares exceptions, mais pour la plupart, les Franciscains s'écartent de la règle, allant tantôt dans le sens de la rigueur (Spirituels), tantôt dans celui du laxisme (Conventuels).
Le discours de Bonaventure, comme celui de Thomas, se termine par une liste de bienheureux ; il est significatif que le dernier mentionné soit le franciscain Gioacchino da Fiore, auteur d'écrits prophétiques connus de Dante. Sa position à côté de Bonaventure est, comme celle de Siger de Brabant à côté de Thomas, un signe de conciliation : dans sa vie terrestre, en effet, Bonaventure avait combattu la prophétie de Joachim.
Ainsi est mis au point un diptyque dans lequel Dante exprime son jugement sur l'Église contemporaine et trace le chemin qu'elle doit suivre pour revenir dans le droit chemin.
Dans le Chant on observe une langue élaborée, avec un registre élevé ; la « précieuse similitude, compliquée intérieurement par de multiples références savantes, réalisée avec une nette exactitude  »; ; l'interprétation spirituelle des noms (Felice, Giovanna, Domenico) ; les  « images vigoureuses  » et le « rythme excité » d'une « épopée vigoureuse » y contribuent.